# Piemans Falls
Piemans Falls – wodospad sezonowy położony w Australii (Wiktoria), w parku narodowym Alpine, na rzece Piemans Creek, wysokości 234 metrów i średniej szerokości 6 metrów.